# Кумарино
Кумарино (мкд. Кумарино) је насеље у Северној Македонији, у средишњем делу државе. Кумарино је насеље у оквиру општине Велес.

## Географија
Кумарино је смештено у средишњем делу Северне Македоније. Од најближег града, Велеса, село је удаљено 10 km североисточно.
Село Кумарино се налази у историјској области Повардарје. Село је између леве обале Вардара на западу и Овчег поља на истоку, на приближно 350 метара надморске висине.
Површина сеоског атара простире се на површини од 6,3 km², од чега 4,2 km² отпада на обрадиво земљиште, а 2,0 km² на пашњаке.
Месна клима је измењена континентална са значајним утицајем Егејског мора (жарка лета).

## Становништво
Чалошево је према последњем попису из 2002. године имало 74 становника.
Већинско становништво у насељу су етнички Македонци (99%), а остатак су махом Срби. До почетка 20. века Турци су чинили значајан део сеоског становништва, а потом су се спонтано иселили у матицу.
| Националност | Укупно     |
| Македонци    | 73 (98,6%) |
| Срби         | 1 (1,4%)   |
| остали       | 0 (0,00%)  |

Претежна вероисповест месног становништва је православље.